# 元琛 (右卫将军)
元琛，北魏宗室。
他是拓跋纥根的玄孙，陈留桓王拓跋虔的曾孙，陈留景王拓跋崇的孙子，拓跋建的儿子。其父拓跋建降爵为陈留公，拓跋建因儿子的罪失爵，他的侄子拓跋祚求本封而为陈留王。元琛官至右卫将军、恒州刺史、肆州刺史。

## 子孙
- 子：元翌，尚书左仆射。
  - 孙：元晖
    - 曾孙：元肃，隋朝光禄少卿、义宁县公
    - 曾孙：元仁宗，第二子，隋朝东宫右亲卫
    - 曾孙：元仁器，隋朝日南郡丞